# Michael Phelan (Radsportler)
Michael Phelan (* 23. August 1991) ist ein australischer Bahn- und Straßenradrennfahrer.
Michael Phelan wurde 2007 Etappendritter beim ersten Teilstück der Brindabella Challenge. Bei der australischen Bahnradmeisterschaft 2008 in Sydney wurde er Dritter im Teamsprint der Juniorenklasse. Bei der Ozeanienmeisterschaft im Februar 2009 wurde er bei den Junioren Zweiter im Einzelzeitfahren und Vierter im Straßenrennen. Seit 2010 fährt Phelan für das australische Continental Team Drapac Porsche.

## Erfolge
2009
- Ozeanienmeisterschaft – Einzelzeitfahren (Junioren)

## Teams
- 2010 Drapac Porsche
- 2011 Drapac (bis 31.07.)